# Kantomaanpää
Kantomaanpää – wieś w północnej Finlandii, w regionie Laponia, w gminie Ylitornio. 
Miejscowość położona jest nad rzeką Tiskiniva, nad jeziorem Taipaleenjärvi. Kantomaanpää w 2012 roku przyznano nagrodę Vuoden lappilainen kylä – najpiękniejsza lapońska wieś.